# Highlight (dél-koreai együttes)
A Beast (hangul: 비스트, Piszuthu, RR: Biseuteu) vagy B2ST dél-koreai K-pop-együttes, mely öt tagból áll. Az együttes eredeti neve B2ST volt, ami a Boys to Search for Top (A csúcsra pályázó fiúk) rövidítése, később azonban BEAST-re (Boys of the East Standing Tall; Büszke keleti fiúk) változtatták, nem sokkal a hivatalos debütálásuk előtt. Első albumuk Beast Is The B2ST címmel 2009. október 14-én jelent meg. Hamar nagy népszerűségre tettek szert, 2010-ben elnyerték többek között a Seoul Music Awards Legjobb újonc-díját.
2016-ban Csang Hjonszung (Jang Hyeon-seung) kilépett, amit követően az együttes tagjai nem hosszabbították meg a szerződésüket a Cube Entertainmenttel. 2017-től Highlight néven, másik kiadónál folytatják tovább öt taggal.

## Történetük
A tagválogatásról és az együttes létrehozásáról MTV B2ST címmel dokumentumfilm készült. 2009. október 14-én megjelent első minialbumuk, a B2ST is the Best, a hónap végére több mint 20 000 darabot adtak el belőle,[forrás?] összesen pedig 40 000-et.[forrás?] 15-én tartottak egy bemutatót az MTV GongGae Hall-ben, és 16-án debütáltak a KBS Music Bank élő műsorában, a Bad Girl című számukkal. December 2-án megnyerték a legjobb újoncnak járó díjat.[forrás?]
2016 áprilisában Csang Hjonszung (Jang Hyeon-seung) kilépett az együttesből.

## Tagok
- Jun Dudzsun (윤두준, Yun Du-jun), 1989. július 4. (35 éves)
- Jong Dzsunhjong (용준형, Yong Jun-hyeong), 1989. december 19. (35 éves)
- Jang Joszop (양요섭, Yang Yo-seop), 1990. január 5. (35 éves)
- I Gigvang (이기광, Lee Gi-gwang), 1990. március 30. (34 éves)
- Szon Dongun (손동운, Son Dong-un), 1991. június 6. (33 éves)

### Korábbi tagok
- Csang Hjonszung (장현승, Jang Hyeon-seung), 1989. szeptember 3. (35 éves)

## Diszkográfia

### Beast néven
Nagylemezek
- 2011: Fiction and Fact
- 2013: Hard to Love, How to Love

Középlemezek
- 2009: Beast Is the B2ST
- 2010: Shock of the New Era
- 2010: Mastermind
- 2010: My Story
- 2010: Lights Go On Again
- 2012: Midnight Sun
- 2014: Good Luck
- 2014: TIME
- 2015: Ordinary

Kislemezek
- 2013: I`m Sorry
- 2013: Will You Be Alright
- 2013: I Am A Man
- 2013: Touch Love

### Videóklipek
| Év   | Videóklip                           |
| ---- | ----------------------------------- |
| 2009 | Bad Girl                            |
| 2010 | Shock                               |
| 2010 | Take Care of My Girlfriend (Say No) |
| 2010 | Breath                              |
| 2010 | Beautiful                           |
| 2011 | Fiction                             |
| 2012 | Beautiful Night                     |
| 2013 | I'm Sorry                           |
| 2013 | Shadow                              |
| 2013 | How To Love                         |
| 2014 | No More                             |
| 2014 | Good Luck                           |
| 2014 | 12:30                               |

## Fordítás
- Ez a szócikk részben vagy egészben  a   Beast (South Korean band) című angol Wikipédia-szócikk fordításán alapul.  Az eredeti cikk szerkesztőit annak laptörténete sorolja fel. Ez a jelzés csupán a megfogalmazás eredetét és a szerzői jogokat jelzi, nem szolgál a cikkben szereplő információk forrásmegjelöléseként.